# Ash (musikgrupp)
Ash ett är brittiskt rockband som bildades i Downpatrick i Nordirland år 1992. När de slog igenom klassificerades deras musik av media som britpop men under åren har den blivit allt rockigare. Genombrottet i Sverige skedde 1996 med albumet 1977 men sen dess har bandet endast nått större framgångar i andra länder än Sverige.

## Historik
Ash bildades 1992 och tog sitt namn efter det första ord de gillade i en engelsk ordlista. 1994 gav de ut sitt debutalbum Trailer som två år senare följdes upp av 1977, som fått sitt namn efter året då första Star Wars-filmen gavs ut. 1977 var den stora genombrottsskivan och har även varit den mest framgångsrika i Sverige hittills, med låtar som "Oh yeah", "Goldfinger", "Kung Fu" och "Girl from Mars". Albumet Free All Angels är den vars singlar spelats mest i Sverige efter 1977, och ett samlingsalbum med dittills släppta singlar och deras populäraste b-sidor.
Ash har även skapat låten "Clones" som är med på soundtracket till "Star Wars: Republic Commando".
Bandets mest framgångsrika singel är "Shining Light", som släpptes 2001.

## Bandmedlemmar
Nuvarande medlemmar

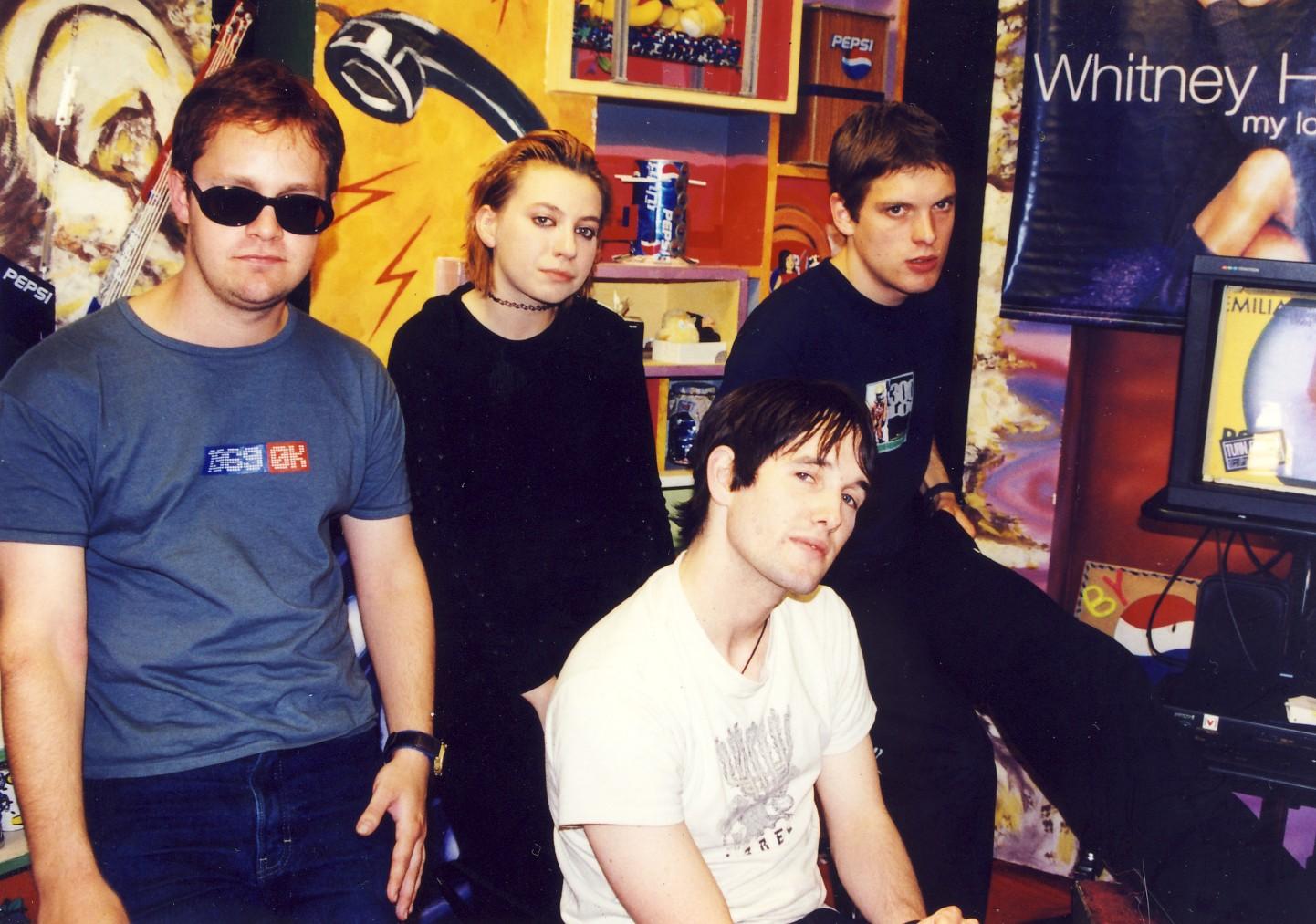
Ash i Bangkok, Thailand 1999.

- Tim Wheeler (född Timothy James Arthur Wheeler 4 januari 1977 i Downpatrick, Nordirland) – sång, gitarr, keyboard, låtskrivning (1992–)
- Mark Hamilton – basgitarr, synthesizer (1992–)
- Rick McMurray – trummor, gitarr, bakgrundssång (1992–)

Tidigare bandmedlemmar
- Charlotte Hatherley – gitarr, piano, sång (1997–2006, 2011)

Turnémedlemmar
- Dick Kurtaine – DJ (1998–1999)
- Russell Lissack – gitarr, keyboard (2010–)
- Alan Lynn – trummor, slagverk, bakgrundssång (2011)

## Diskografi
Studioalbum
- 1994 – Trailer
- 1996 – 1977
- 1998 – Nu-Clear Sounds
- 2001 – Free All Angels
- 2004 – Meltdown

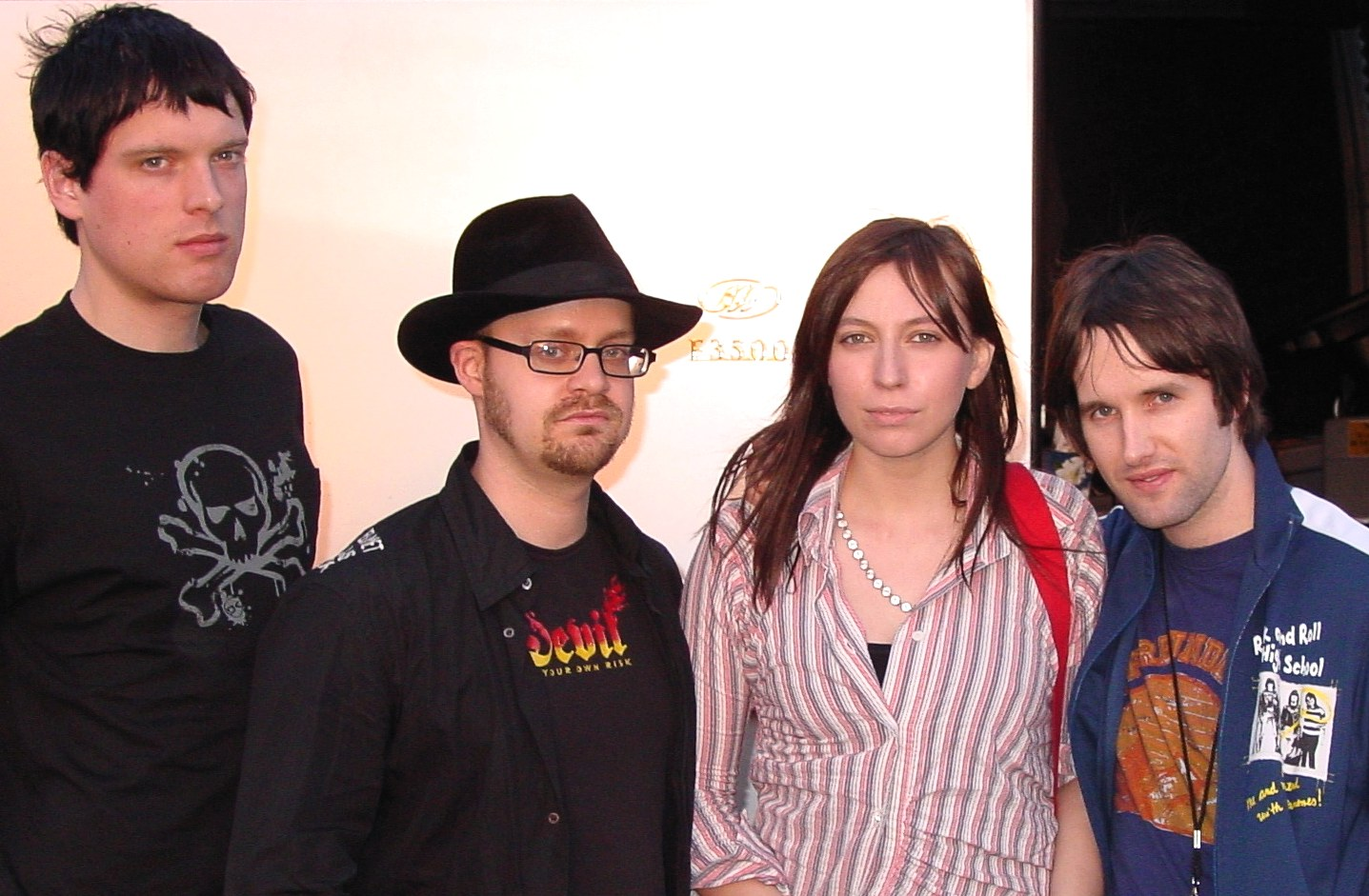
Ash i Arizona, USA 2005. Från vänster: Mark Hamilton, Rick McMurray, Charlotte Hatherley och Tim Wheeler.

- 2007 – Twighlight of the Innocents
- 2015 – Kablammo!
- 2018 – Islands

Livealbum
- 1997 – Live at the Wireless
- 2001 – Tokyo Blitz

Samlingsalbum
- 2002 – Intergalactic Sonic 7″s
- 2010 – Ash - A-Z Vol.1
- 2010 – Ash - A-Z Vol.2
- 2011 – The Best of Ash

Singlar (topp 40 på UK Singles Chart)
- 1995 – "Girl From Mars" (#11)
- 1995 – "Angel Interceptor" (#14)
- 1996 – "Goldfinger" (#5)
- 1996 – "Oh Yeah" (#6)
- 1997 – "A Life Less Ordinary" (#10)
- 1998 – "Jesus Says" (#15)
- 1998 – "Wildsurf" (#31)
- 2001 – "Shining Light" (#8)
- 2001 – "Burn Baby Burn" (#13)
- 2001 – "Sometimes" (#21)
- 2001 – "Candy" (#20)
- 2001 – "There's a Star" (#13)
- 2002 – "Envy" (#16)
- 2004 – "Orpheus" (#13)
- 2004 – "Starcrossed" (#22)
- 2004 – "Renegade Cavalcade" (#33)
- 2007 – "You Can't Have It All" (#16)
- 2007 – "Polaris" (#32)